# Constância (freguesia)
Constância is een plaats (freguesia) in de Portugese gemeente Constância en telt 880 inwoners (2001).